# Фрэйзер, Джеймс
Джеймс Фрэйзер-младший (англ. James Frazier, Jr.; 9 мая 1940, Детройт — 10 марта 1985, Нью-Йорк) — американский дирижёр и композитор, один из первых темнокожих дирижёров с международной репутацией.
Сын мусорщика. Начал заниматься музыкой в пятилетнем возрасте, с 11 лет играл на органе в местной методистской церкви. Окончив Детройтскую консерваторию, некоторое время был музыкальным руководителем более крупной церкви, затем поступил в Университет Уэйна, где в качестве первой специальности изучал химию. В дальнейшем учился дирижированию в Мичиганском университете у известного педагога Элизабет Грин и был вторым дирижёром университетского оркестра; в 1971 г. защитил магистерскую диссертацию по музыке, посвящённую фортепианным произведениям Клода Дебюсси и Мориса Равеля.
В 24-летнем возрасте впервые выступил с Детройтским симфоническим оркестром. Уже в 1968 году стал героем документального фильма «Веха ре минор» (англ. Milestone in D minor). В 1969 году выиграл в Италии конкурс дирижёров имени Гвидо Кантелли. В ноябре 1971 г. гастролировал в СССР, выступив с Симфоническим оркестром Ленинградской филармонии (первый темнокожий дирижёр за пультом этого коллектива). В 1974 г. был приглашён и раньше протежировавшим ему Юджином Орманди на должность ассистента в Филадельфийском оркестре.
В 1978 г. основал в Филадельфии Национальный афроамериканский филармонический оркестр (англ. National Afro-American Philharmonic Orchestra), полностью состоявший из чернокожих музыкантов. В 1979 г. вместе с камерным составом оркестра аккомпанировал концертам Стиви Уандера. В 1981—1982 гг. работал в Колумбии с Филармоническим оркестром Боготы.
Автор «Реквиема Мартину Лютеру Кингу» (англ. King Requiem; 1969) для солистов, хора и оркестра и мюзикла «Двенадцатая улица» (англ. "Twelfth street"; 1974) на сюжет о расовых волнениях в Детройте в 1967 году.